# Karanggedang (Sumpiuh)
Karanggedang is een bestuurslaag in het regentschap Banyumas van de provincie Midden-Java, Indonesië. Karanggedang telt 1561 inwoners (volkstelling 2010).